# Tusi tujia
 (novembre 2017).

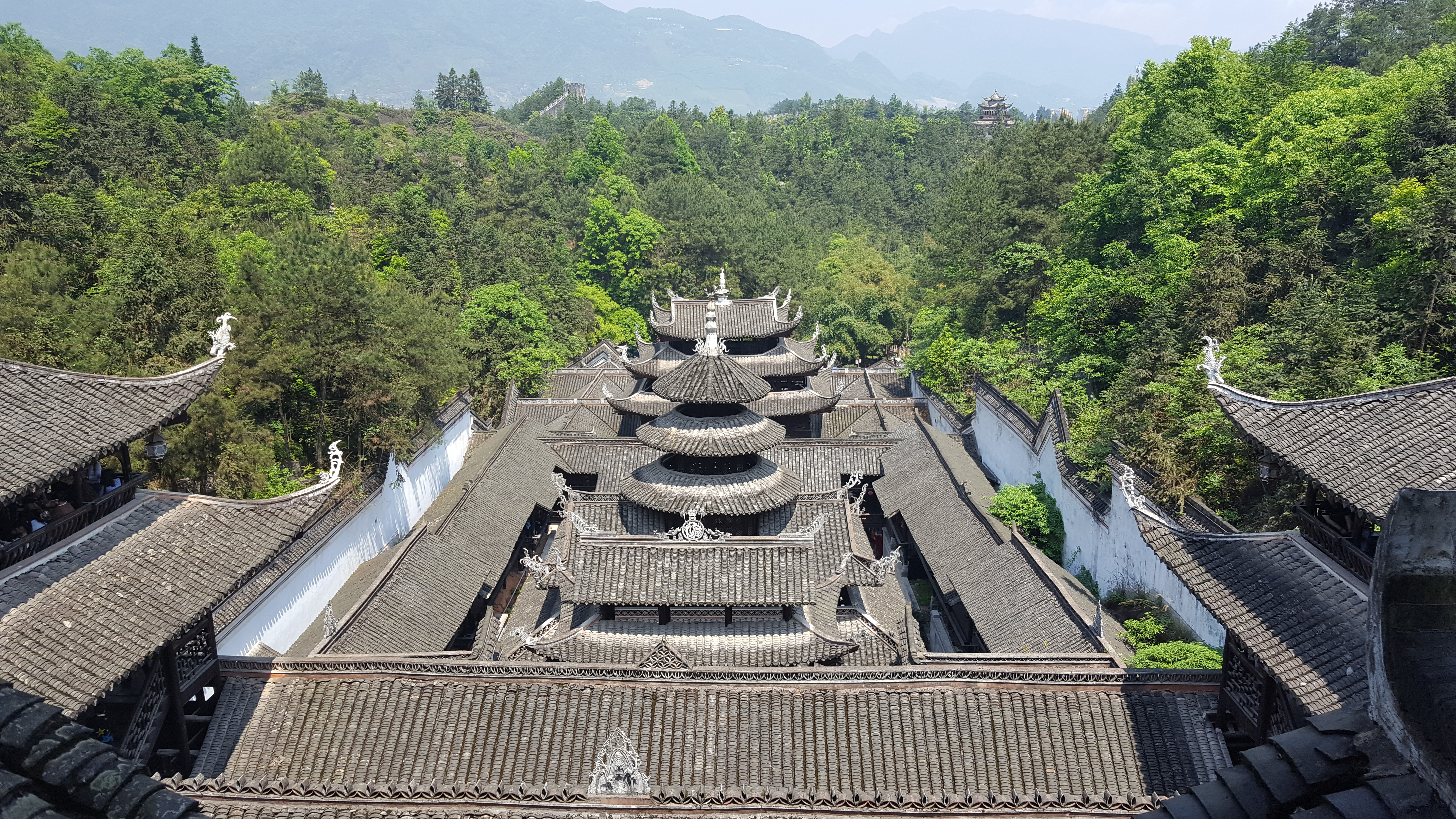
Palais du tusi tujia, à Enshi

Le Tusi Tujia (chinois : 土家族土司 ; pinyin : tǔjiāzú tǔsī) ou royaume Tujia est un tusi (parfois traduit par cheftaine native, cheftaine locale), un gouvernement de minorité locale, ici les Tujias, pour le gouvernement central chinois (quelle que soit son ethnie). Celui-ci est créé en 1368, sous le règne de l'Empereur Hongwu de la dynastie Ming, dans la province qui s'appelait alors Huguang, réunissant les actuelles provinces du Hubei et Hunan.
Le gouvernement du tusi Tujia était situé dans le centre-ville l'actuelle ville-district de Enshi, préfecture autonome tujia et miao d'Enshi, au Sud-Ouest de la  province de Hubei, au centre de la République populaire de Chine. On peut toujours visiter aujourd'hui le palais gouvernemental et son jardin entouré d'une muraille et de quelques tours, dont une tour de la cloche et une tour du tambour.
Le xizhou tongzhu (溪州铜柱) datant de 940, pendant la Période des Cinq Dynasties et des Dix Royaumes et situé dans l'actuel bourg de Furong, xian de Yongshun, préfecture autonome tujia et miao de Xiangxi, province du Hunan est également un siège important de se tusi.

## Tusi
Les tusi ont été mis en place dans le Sud-Ouest de la Chine, pour permettre au gouvernement central (situé à Pékin, qu'il soit Mongol (Dynastie Yuan), han (Dynastie Ming) ou Mandchou (Dynastie Qing), de contrôler les minorités des zones frontalières de l'Empire. Ce système a été mis en place sous la dynastie Yuan, inspiré par le système jimi de la dynastie Tang.

## Galerie

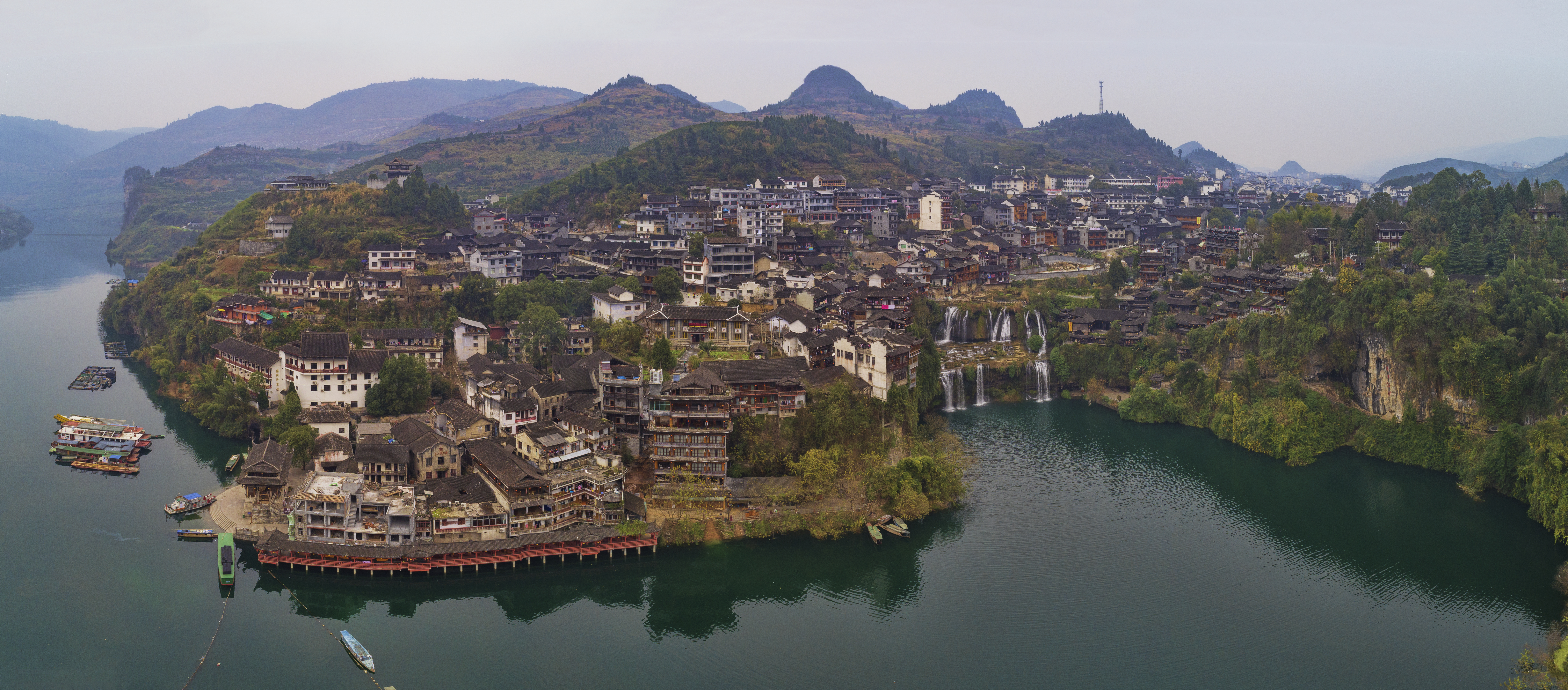
Bourg de Furong abritant le xizhou tongzhu
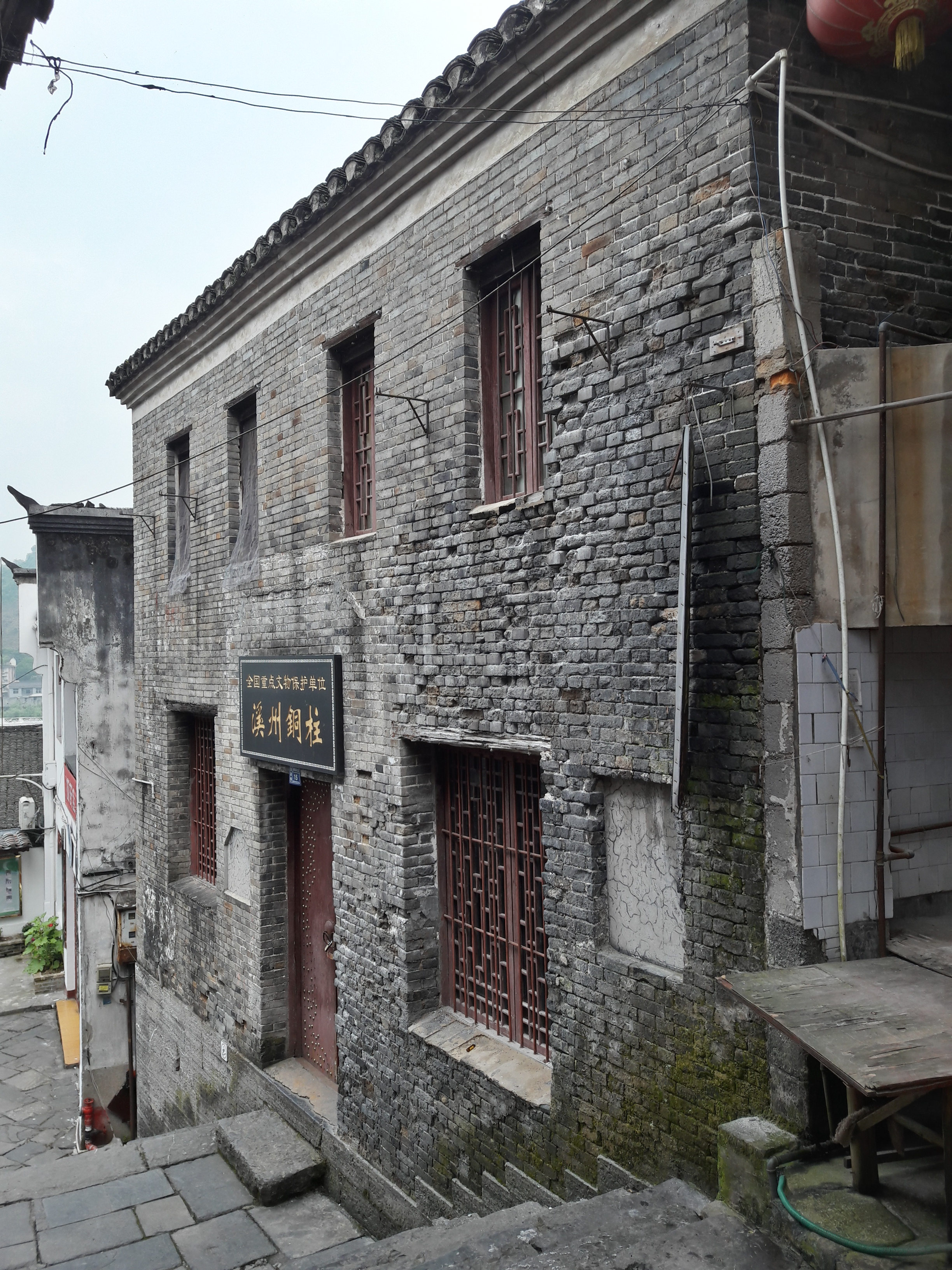
xizhou tongzhu à Furong.
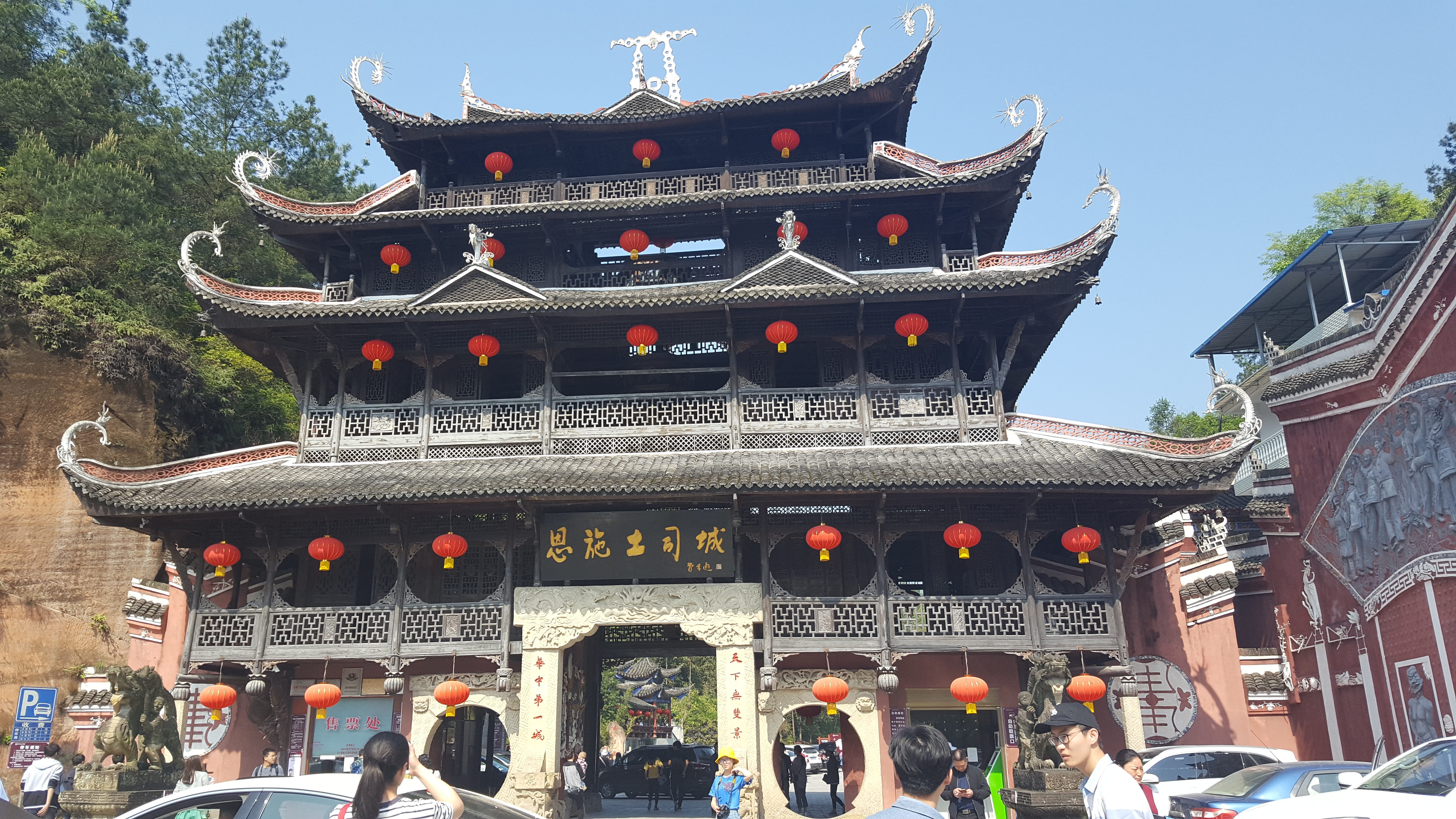
Bâtiment à l'entrée de la cité du Tusi d'Enshi
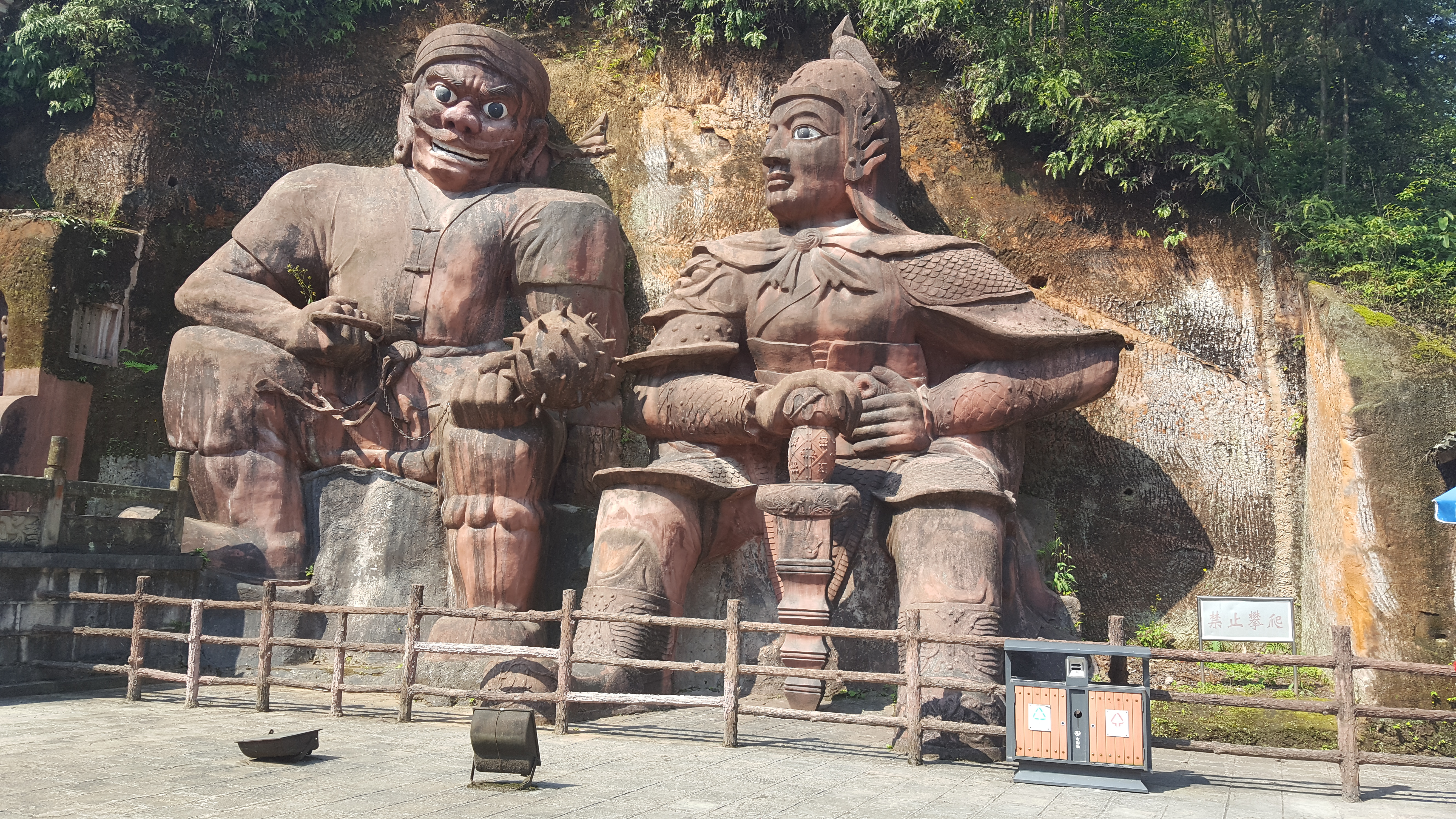
Scultpures monumentales de divinités Tujia à la cité du Tusi d'Enshi